# Aleks in robot Janez
Aleks in robot Janez je otroška slikanica, katere avtor je pisatelj Vid Pečjak. Knjigi je ilustracije dodala Vera Kovačevič. Knjiga je izšla leta 2007 pri založbi Litera.

## Kratek povzetek
Aleks je fant, ki nekega dne v listju najde robota Janeza, ki je ušel iz inštituta, kjer so ga naredili, saj se je tam dolgočasil. Aleks in Janez postaneta prijatelja, skupaj delata vse stvari, se igrata, hodita v šolo in raziskujeta okolico. Bežita pred znanstveniki, kateri so naredili Janeza in ga hočejo nazaj, robot pa si tega ne želi. Robot Janez je zelo pameten, saj pozna vse odgovore na vprašanja, zato je Aleks navdušen nad njim. Ostali ljudje pa ga začudeno gledajo in se ga bojijo. Znanstvenikom iz inštituta nekega dne uspe ujeti robota. O njem začnejo razpravljati na sodišču, in določijo, da ima robot svobodno voljo, zato naj odloči sam. Robot se odloči, da bo postal učitelj v Aleksovi šoli. Z Aleksom pa ostaneta dobra prijatelja. 

## Književne osebe
Glavni knjižni osebi sta fant Aleks in robot z imenom Janez.
Aleks hodi v osnovno šolo. Od dne, ko pozna Janeza, je njegovo življenje zanimivejše in polno prigod. Janezu pomaga pri begu pred znanstveniki. Vsakemu, ki Janeza označi za železno pošast ali se ga prestraši, pove da je Janez njegov prijatelj in da naj se ga ne bojijo. Aleks je zelo radoveden, Janeza sprašuje ves čas, nanj je zelo ponosen in ga ima rad.
Robot Janez je zelo pameten, zase pravi, da je najpopolnejše bitje na svetu. Namesto mišic ima elektromotorje, namesto možganov integrirana vezja in namesto kože jeklo. Pobegnil je iz inštituta, ker se je v njem dolgočasil. Zelo rad pomaga ljudem, rad deli svoje znanje z njim in jih uči. Svojega prijatelja Aleksa ima rad, in ves čas preživita skupaj. Na koncu postane učitelj, govoriti zna tako zanimivo, da mu prisluhnejo vsi otroci.

## Analiza dela
Dogajalni čas: Sedanjost
Dogajalni prostor: Nabrežje reke Save, mesto, kjer živi Aleks, živalski vrt.
Glavni književni osebi: fant Aleks in robot Janez.
Pomembne stranske književne osebe: Znanstveniki iz inštituta, starši Aleksa
Knjiga je znanstveno fantastična, govori o robotu Janezu in fantu Aleksu. Robot predstavlja napredek znanosti, zna rešiti vse še tako težke naloge. Aleks se prav zaradi vsevednosti robota navdušuje nad njim. Aleks in Janez skupaj spoznavata medsebojno različnost, skupaj bežita pred znanstveniki, ki poskušajo ujeti robota in postaneta velika prijatelja.